# 碱液

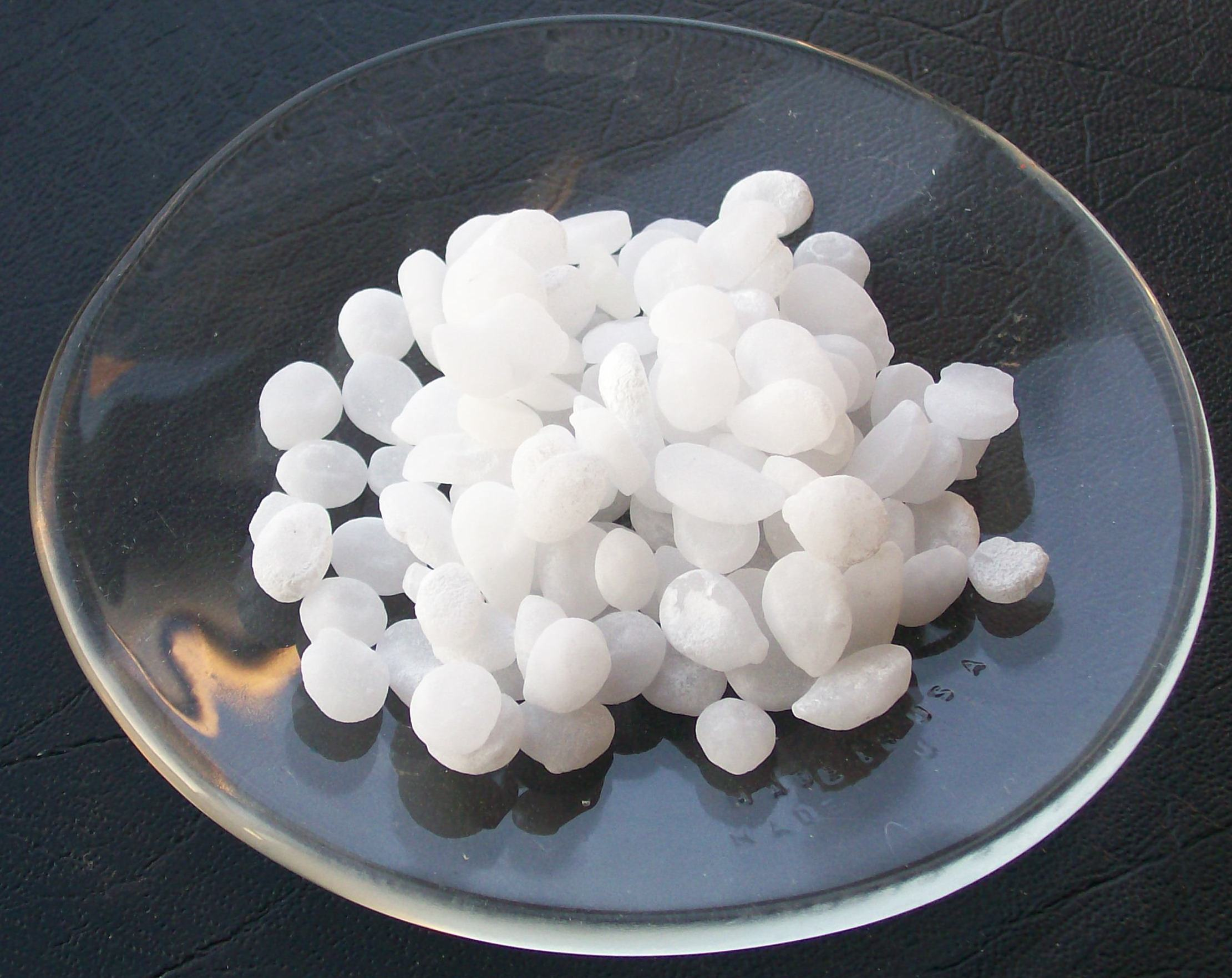
丸状的氢氧化钠固体

碱液（lye）是一种腐蚀性化学品，在传统意义上是指通过浸出草木灰方法得到的碱性金属氢氧化物的混合液（主要成分为碳酸钾），或者是强碱高度溶于水后而产生的溶液。 尽管在学术上“碱液”是指宽范围的金属氢氧化物的水溶液任何成员，但“碱液”在通常情况下是指氢氧化钠或氢氧化钾水溶液的替代名称，在通常状况下（25℃、298K左右）碱液的PH值一般都大于7。
目前，在商业上碱液是通过使用膜电解饱和食盐水（氯碱工业）制造。 碱液同时还具有不同的形态如：薄片状、颗粒状、珠状、粉状或溶液状等 。

## 应用方面

### 食品用途
碱液可以用来腌制许多种类的食物，如传统的北欧鹼漬魚，腌制橄榄等， 一定情况下还可以用来制作面条。
在美国，食品级碱液必须符合美国食品和药品监督管理局 （FDA）规定的食品化学法典 （FCC）规定的相关法律要求。而不适合用于食物制备的较低等级的碱液通常用作排水堵塞器和烘箱清洁剂。

### 肥皂工业
制造肥皂可以使用氢氧化钠和氢氧化钾。与氢氧化钠皂相比，氢氧化钾皂更柔软，更易溶于水。而且用氢氧化钠和用氢氧化钾来制造肥皂时所需的原料比例和产物的性能都不一样。

### 家庭用途

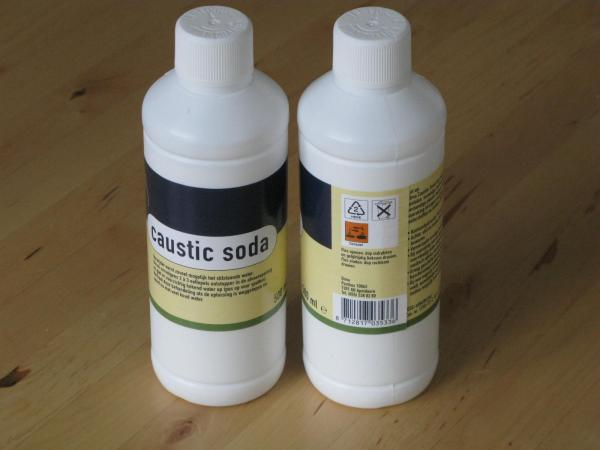
含碱液的清洁剂

碱液同时也具有较强的清洁去污功能。而氢氧化钠通常是烤箱清洁剂中的主要成分，油污常常会将烤箱堵塞，且不易清洗，而碱液可以通过其碱性水解和溶解脂，产生易于通过冲洗而除去的水溶性残余物，从而得到清洁的目的。

### 组织腐蚀与水解
通常称为碱性水解alkaline hydrolysis，即用氢氧化钠或氢氧化钾来水解腐蚀动物尸体，过程即将尸体放入密封器皿中，加入碱液和水的混合物并加热（加热是用来催化加速这个过程）。几个小时后，密封器皿中只会剩下类似咖啡的液体和残余下的磷酸钙的骨壳， 而残余下的固体只要有很小的外力就可以使之粉碎 碱液也可以用来分解处理路杀动物的尸体 由于碱液的成本较为低廉而且可用性较广，所以常常会被罪犯用来处理犯罪现场，如意大利的连环杀手Leonarda Cianciulli用碱液来销毁尸体、 在墨西哥，为卡特尔毒品集团工作的人承认已经用碱液销毁了300多具尸体

### 化学鉴定（真菌鉴定）
约3–10%的氢氧化钾溶液会导致蘑菇中发生一些颜色变化，如：
- 在松茸系列中：将Agaricus xanthodermus（英语：A. xanthodermus）加入氢氧化钾溶液中会显出黄色,而加入Agaricus subrutilescens（英语：A. subrutilescens）则会变绿，而有一些则没有颜色变化。
- 在Cortinarius和牛肝菌中种类会发生显著的变化

可以参考：确定真菌的变种的化学方法

## 安全事项

### 急救建議
與碱液接觸後，建議立即脫除受污染的衣物，用自來水沖洗接觸到的皮膚區域 15-60 分鐘，並輕輕的擦去多殘留皮膚的檢液，並立即通知相關服務部門或救護單位。

### 防护
使用碱液时要注意安全，有条件的话应该配备个人防护装置，包括安全眼镜，防化学腐蚀手套等工具，使用碱液时最好在化学实验室中进行使用。在加热碱液过快后会容易导致溶液造成喷溅。当靠近溶于开口容器中的碱液时，建议使用防蒸气面罩，防止吸入碱液蒸汽。

### 存储
碱液容易发生潮解，因为碱液对水汽有很强的亲和力。当碱液暴露于空气中时，会吸收空气中的水蒸气。因此，碱液应该储存在密封的塑料容器中，不采用玻璃容器盛放碱液的原因是因为碱液对玻璃有轻微的腐蚀作用。 类似于其他腐蚀物的情况，碱液盛放的容器应贴上标签，同时还需要存放于远离儿童、宠物，隔绝高温和水蒸气的环境中。

### 有害反应
碱液具有强腐蚀性，它们对皮肤，肌肉或角膜等组织的潜在破坏性很大。当动物组织表面接触到碱液时，组织表面会被化学腐蚀、灼伤，有些情况甚至会对组织造成永久性损伤或留下疤痕、对眼睛会造成失明。如果不幸吞咽碱液，则易造成咽喉肿痛。
在碱液溶于水的时候是高度放热的，如果不注意操作，则会容易造成肌肉烧伤甚至引起火灾。
碱液也可以与一些金属发生反应（铝、镁、锌、锡、铬、黄铜或青铜），反应后放热并释放出氢气。（注：不纯的氢气容易发生爆炸）

## 深入阅读了解
- McDaniel, Robert. . Iola, WI: Krause Publications. 1997. ISBN 0-87341-832-8.